# Symphysodon tarzoo
Symphysodon tarzoo Lyons, 1959 è una delle 3 specie di pesci d'acqua dolce della famiglia Ciclidi conosciuta come discus verde.

## Descrizione
Il corpo è ampio, estremamente compresso ai lati, allargato e arrotondato, da qui il nome comune di pesce disco.
Le pinne dorsale e anale sono ampie e seguono il corpo arrotondato. Le pinne ventrali sono lunghe e sottili. La coda è ampia, a delta. La livrea è estremamente variabile, ma la forma originaria presenta corpo giallo bruno, marezzato di verde, rosso o bianco, con 9 fasce verticali, la prima attraversa l'occhio e l'ultima la base della pinna caudale. Esistono numerose varietà di colore.
Raggiunge una lunghezza massima di 13,2 cm.

## Biologia

### Riproduzione
Solitamente il pesce disco vive in piccoli gruppi, ma durante la stagione degli amori diventa territoriale e le coppie si appartano in zone isolate per la riproduzione e l'allevamento dei piccoli.
Hanno spiccato comportamento genitoriale: le uova (arancioni) vengono curate da entrambi gli individui e, dopo la schiusa, gli avannotti vengono nutriti per alcune settimane con un particolare liquido secreto molto nutriente dall'epidermide dei genitori.

## Acquariofilia
La forma, la bellezza dei colori, l'affascinante comportamento ha fatto sì che il pesce disco diventasse in pochi anni uno dei più conosciuti e ammirati pesci d'acqua dolce.